# Vitamine B9
La vitamine B9, autre nom de l'acide folique (folate, folacine ou vitamine M, acide pteroyl-L-glutamique, pteroyl-L-glutamate et acide pteroylmonoglutamique), est une vitamine hydrosoluble de la famille des vitamines B.
L'acide folique est le précurseur métabolique d'une coenzyme, le tétrahydrofolate (FH4 ou THF), impliquée notamment dans la synthèse des bases nucléiques, purines et pyrimidines, constituant les acides nucléiques (ADN et ARN) du matériel génétique. Le THF intervient également dans la synthèse d'acides aminés tels que la méthionine, l'histidine et la sérine.

## Histoire
En 1929-1931, Lucy Wills décrit une anémie sévère touchant des femmes enceintes de Bombay en Inde. Il s'agissait de femmes vivant dans les conditions du Purdah, avec ségrégation physique et régime alimentaire monotone, dépourvu de fruits et légumes verts. Cette anémie se retrouvera dans d'autres populations ayant un régime analogue. Lucy Wills montre aussi que cette anémie est curable par extraits de levure dont le principe actif sera appelé « facteur Wills » dans les années 1930. La démonstration expérimentale de son rôle chez le singe, a conduit à une première dénomination de « vitamine M » (M pour Monkey),.
Des travaux ultérieurs conduisent à l'isolement d'un principe similaire se trouvant dans le foie et les légumes verts, appelé folic acid ou folacin, jouant un rôle essentiel dans la maturation cellulaire, entre autres celle des globules rouges. Cette nouvelle vitamine est identifiée et synthétisée entre 1943 et 1945. Différentes voies de synthèse industrielle sont possibles menant à l'acide folique ou à ses conjugués (folates).
En recherchant des analogues structuraux de synthèse de l'acide folique, des produits antagonistes ont été découverts comme le méthotrexate qui bloque la division cellulaire et qui est utilisé contre certains cancers et leucémies.
Dans les années 1960, les effets tératogènes du méthotrexate et de la carence en acide folique sont démontrés chez le rat et la souris.
Dans les années 1980, l'association entre la carence folique et le spina bifida est établie, notamment grâce à Richard Smithells (1924-2002). Le rôle protecteur d'une supplémentation au cours du premier trimestre de grossesse est mis en évidence en 1991. Les premières recommandations de santé publique sont prises aux États-Unis en 1992.

## Biochimie

### Structure
Le terme « vitamine B9 » désigne un groupe de molécules dites folates et dérivant de l'acide folique.
L'acide folique est constitué d'un noyau ptéridine, d'une molécule d'acide para-aminobenzoïque, et d'une molécule d'acide glutamique. La majorité des folates se trouve sous forme de polyglutamates.

### Biosynthèse
Les plantes, des champignons (dont Agaricus bisporus, le champignon le plus cultivé au monde) et levures (dont levure de bière), des bactéries et certains protozoaires sont capables de synthétiser des folates, contrairement aux animaux qui doivent trouver ce composé dans leur alimentation.
La dihydroptérine est synthétisée à partir du GMP.
Pour jouer un rôle métabolique actif, l'acide folique doit être transformé en dihydrofolate (FH2), puis en tétrahydrofolate (THF), c'est-à-dire réduits (hydrogénés) par la folate réductase et la dihydrofolate réductase respectivement.
Le tétrahydrofolate reçoit ensuite un groupe méthylène d'un des trois « donneurs de carbone » (sérine, glycine, formaldéhyde) pour former le 5,10-méthylènetétrahydrofolate (5,10-CH2-FH4). La sérine est le donneur le plus souvent utilisé chez l'homme.

### Rôle métabolique
C'est sous forme de dérivés de l'acide tétrahydrofolique (tétrahydrofolates) que les folates exercent leur action de coenzymes dans de nombreuses réactions de transfert d'unités monocarbonées (en C1), dont la synthèse de novo des purines ou de la TMP (2'-déoxythymidine-5'-phosphate) à partir de la dUMP (2'-déoxyuridine-5'-phosphate).
Le méthylène tétrahydrofolate peut connaître trois destinées différentes :
1. Réduction en 5,10-méthényltétrahydrofolate, puis en 10-formyltétrahydrofolate, donneur de carbone dans la voie de la synthèse de novo des purines ;
2. Voie de la méthylènetétrahydrofolate réductase : réduction en 5-méthyltétrahydrofolate (5-CH3-FH4), donneur de méthyle pour la régénération de méthionine à partir de l'homocystéine. Le transfert du méthyle nécessite chez l'homme un relais par la cyanocobalamine, ce qui explique leur coadministration fréquente ;
3. Formation de thymidine monophosphate à partir de désoxyuridine monophosphate.

En résumé :
F → FH2 → FH4 → 5,10-CH2-FH4 → réactions de méthylation

Métabolisme des dérivés du folate

### Besoins alimentaires
Pour les animaux et en particulier pour l'humain, la principale source de folate reste l'alimentation (notamment les plantes vertes fraîches et les organes parenchymateux comme le foie et les reins). Ainsi que l'indique leur nom (folium = feuille en latin), on les trouve principalement dans les feuilles, mais ils sont en réalité assez répandus. À l'état naturel, ils sont souvent polyglutamylés (attachés à une ou plusieurs molécules de glutamate) et doivent s'en détacher pour pénétrer dans les cellules (sauf en cas de chimiothérapie au méthotrexate ou de carence prolongée, auxquels cas les cellules peuvent assimiler des folates polyglutamylés).
Chez l'humain, les besoins en acide folique et substances apparentées sont de l'ordre de 300 μg par jour.

## Déficits en folates
C'est l'une des carences vitaminiques les plus communes, surtout dans les pays et milieux défavorisés. Jusqu'en 1998, près de 20 % de la population générale des États-Unis était concernée par ce déficit, qui a été réduit par l'enrichissement systématique des farines alimentaires en acide folique.
Une carence peut survenir dans les situations suivantes :
- apports insuffisants en aliments riches en folates (légumes verts, fruits et abats) ou besoins accrus (femmes enceintes ou allaitantes) ;
- pathologies caractérisées par un renouvellement cellulaire important (anémies, cancers...) ou par une malabsorption intestinale (maladies digestives, hépatiques...) ;
- prise de médicaments anti-folates (méthotrexate, sulfasalazine, anti-épileptique...).
- beaucoup plus rarement : troubles génétiques du métabolisme des folates.

Une carence en folate entraîne principalement des troubles hématologiques, voisins de ceux d'une carence en vitamine B12, et des troubles neurologiques progressifs. Ceux-ci débutent par une anxiété ou un syndrome dépressif jusqu'à la démence ou à la psychose.

### Anémie
Un déficit en folates entraîne essentiellement une anémie qui se caractérise par une taille augmentée des hématies (anémie macrocytaire) et l’apparition de mégaloblastes dans la moelle osseuse. Le terme anémie mégaloblastique est habituellement restreint aux carences en vitamine B12 ou en folates, mais toute perturbation de la synthèse des purines, pyrimidines et protéines peut provoquer une anémie mégaloblastique.
Dans le traitement des anémies mégaloblastiques, l'acide folique et la vitamine B12 ont tous deux leur place. Mais l'acide folique, à lui seul, ne peut ni prévenir, ni guérir les complications neurologiques (syndrome neuro-anémique).
Il est admis d'autre part que la vitamine B12 catalyse la synthèse de la thymidine, substance importante pour le métabolisme des nucléotides. La thymidine est formée à partir de la thymine, dont la synthèse est catalysée par l'acide folique. C'est pour cette raison que l'acide folique est combiné à la vitamine B12 pour le traitement des anémies normochromes macrocytaires de type mégaloblastique.

### Dépression
Un taux d’acide folique bas serait lié à une augmentation du risque de dépression de 55 %,. L'association d'acide folique à un antidépresseur pourrait être utile. « L’acide folique est un complément alimentaire banal et bon marché. Si le risque de dépression associé à un faible taux d’acide folique est confirmé par des études cliniques, il est tout à fait probable que soient mises en place au niveau communautaire des campagnes de supplémentation, comme c’est le cas avec la farine au Canada et d’information visant à améliorer les apports globaux en cette vitamine » concluent les auteurs.
La supplémentation en acide folique pourrait agir sur les récepteurs de la noradrénaline et à la sérotonine,.

### Démence
L'effet inhibiteur sur les déficits cognitifs de la personne âgée est beaucoup plus controversé. Il semble cependant qu'une supplémentation artificielle en acide folique pendant une longue durée sur une population âgée dont la nutrition est carencée en cette vitamine pourrait sensiblement en améliorer l'état cognitif. Les folates permettraient également de diminuer les problèmes d'audition chez la personne âgée.

### Grossesse
Les folates sont nécessaires à la division et au maintien cellulaire. Un apport est donc crucial pendant les périodes de croissance accélérée, comme l'enfance et la grossesse. La supplémentation en folates durant le premier trimestre de la grossesse diminuerait significativement le risque de certaines malformations. Les recommandations actuelles sont une supplémentation de 0,4 mg en folates avant la conception (au moins un mois avant et deux mois après) pour la prévention des anomalies de fermeture du tube neural. Le dosage peut être réévalué à la hausse (5 mg) pour les femmes ayant des antécédents d'AFTN (fente labiale, anomalies de fermeture du tube neural) ou en cas d'épilepsie. Les recommandations anglaises préconisent cette même dose chez la femme obèse.
Cette supplémentation pourrait également diminuer, de manière faible, le risque de survenue d'une malformation cardiaque grave ainsi que celui de la survenue de troubles du spectre autistique.

### Autres déficits
La supplémentation en folates a des effets controversés en prévention des cancers, des études montrant un effet bénéfique, nul,, ou même délétère, en association avec la vitamine B12.
L'administration de folates diminue le taux d'homocystéine dans le sang ce qui pourrait abaisser le risque de certaines maladies cardio-vasculaires et l'Alzheimer. Ainsi, il semble que la prise de folates au long cours pourrait diminuer de près de 20 % le risque d'accident vasculaire cérébral. Il pourrait réduire de 30 % à 50 % l'atrophie cérébrale chez les personnes affectées par un déclin cognitif modéré,.
Les folates étant un facteur de croissance universel, plusieurs médicaments ont été conçus pour interférer avec son métabolisme :
- en microbiologie :
  - les sulfamidés sont des inhibiteurs compétitifs de l'acide para-aminobenzoïque dans la réaction de la dihydroptéroate synthétase,
  - le triméthoprime inhibe la dihydrofolate réductase bactérienne. Néanmoins, il inhibe chez certaines personnes la réductase humaine ;
- en parasitologie :
  - la pyrimethamine, agent anti-malarique, inhibe à la fois la folate et la dihydrofolate réductase des plasmodies ;
- en cancérologie :
  - le méthotrexate, le pémétrexed, le lométrexate, le trimétrexate sont autant d'inhibiteurs de la dihydrofolate réductase humaine.

### Interaction
L'administration isolée d'un excès d'acide folique chez un patient déjà carencé en vitamine B12 peut faire apparaître ou aggraver les troubles neurologiques (syndrome neuro-anémique) de carence en B12. Ainsi l'acide folique seul est contre-indiqué dans la maladie de Biermer, car s'il améliore l'anémie, il provoque l'apparition ou l'aggravation des troubles neurologiques. En effet, le peu de vitamine B12 disponible est alors mobilisé pour l'hématopoièse (à régénération rapide) aux dépens du tissu nerveux (de régénération plus lente).
Il a été constaté que l'acide folique (Vitamine B9) pourrait inhiber la lipase pancréatique qui pourrait être un supplément comme traitement contre l'obésité en diminuant la dégradation des lipides alimentaires

## Alimentation
Les aliments riches en vitamine B9 sont, entre autres :
- la levure alimentaire (697 μg -teneur moyenne- 3 900 μg -teneur maximum- pour 100 g)[37] ;
- les haricots blancs secs, les germes de blé, la farine de soja (250  à   350 μg pour 100 g) ;
- les foies : dans le foie d’agneau, de veau ou de bœuf (200 μg pour 100 g), de canard (500  à   700 μg pour 100 g), de morue (188 µg/100 g)[38] ;
- les épinards, les lentilles, le cerfeuil, le cresson (180  à   265 μg pour 100 g) ;
- les petits pois (140 μg pour 100 g)[39] ;
- le jaune d'œuf cru, la mâche, les noix, le muesli, les céréales au son, le fromage de chèvre sec (130–170 μg pour 100 g) ;
- toutes les fèves (50  à   120 μg pour 100 g)[39] ;
- le brocoli (80 μg pour 100 g)[39] ;
- les asperges (70 μg pour 100 g)[39] ;
- le melon (45 μg par 1/2 melon) ;
- la laitue romaine (30 μg pour 100 g) ;
- les poires (10 μg pour 100 g) ;
- les herbes aromatiques telles que la menthe, le romarin ou l’origan.

Dans la prévention des anomalies du tube neural, la vitamine B9 est indiquée à la dose de 400 μg par jour, deux mois avant la grossesse si elle est programmée, et durant le premier trimestre de grossesse.
Selon l'ANSES, les apports nutritionnels conseillés sont environ de 300 µg/j chez l’adulte et les adolescents, de 150 à 250 µg/j chez les enfants selon la tranche d’âge et de 400 µg/j chez la femme enceinte.

## Divers
La vitamine B9 (folic acid en anglais) fait partie de la liste des médicaments essentiels de l'Organisation mondiale de la santé (liste mise à jour en juillet 2023).
En 2013, le traitement par l'acide folique est réservé aux états carentiels avérés, et à la prévention des anomalies de fermeture du tube neural.
La supplémentation en acide folique peut être bénéfique pour réduire les marqueurs inflammatoires (hs-CRP, IL-6 et TNF-α) chez les patients atteints du syndrome métabolique.